# Муслимани (народ)
Муслимани су јужнословенски народ, признат као такав од 1971. године у Социјалистичкој Федеративној Републици Југославији. У оквиру СФРЈ, Муслимани су претежно живели у СР Босни и Херцеговини, у којој су били најбројнији народ (према попису из 1991. године било их је око 1.905.274 или 43,65%). У време постојања Југославије, Муслимани су говорили српскохрватским језиком, а пре признања њихове народности 1971. године, изјашњавали су се као припадници других народа у СФРЈ (најчешће као Срби или Хрвати, односно Југословени), док је појам муслиман био само одредница за верску припадност. Потомци су Јужних Словена (углавном Срба) који су својевољно или под притиском прешли у ислам за време османске власти.

## Фрагментација
За време постојања СФРЈ, велика већина муслиманског народа била је изразито југословенски оријентисана. Међутим, након трагичне погибије Џемала Биједића, председника Савезног извршног већа (1971—1977), који је као херцеговачки Муслиман био искрени Југословен, водећи кадрови СКЈ из редова Муслимана почели су да воде опортунистичку политику интересног затварања у оквире републичких граница. Иако су Муслимани живели не само у Босни и Херцеговини, већ и у појединим крајевима Србије и Црне Горе, као и широм Југославије, партијска елита у Сарајеву је током осамдесетих година у потпуности занемарила потребу за очувањем народног јединства у оквиру Југославије као заједничке државе, чиме је постављена основа за успон партикуларистичких тенденција које су биле фокусиране искључиво на Босну и Херцеговину.
Таквом политиком, дато је зелено светло за успон националистичких снага, на челу са Алијом Изетбеговићем и његовом Странком демократске акције, која је 1990. године на републичким изборима задобила поверење велике већине босанско-херцеговачких Муслимана. Тиме је дат замах сепаратистичким тенденцијама не само у односу на Југославију као заједничку државу, већ и у односу на целину муслиманског народа, који је живео широм Југославије. Таква политика је достигла кулминацију почетком 1992. године, када се велика већина босанско-херцеговачких Муслимана на референдуму определила за отцепљење Босне и Херцеговине од Југославије, иако је таква одлука директно доводила до цепања самог муслиманског народа и државно-политичког одвајања од Муслимана у Србији и Црној Гори.
Додатни корак ка разбијању јединства учињен је 1993. године на Првом бошњачком сабору у Сарајеву, када је одлучено да се дотадашњи југословенски Муслимани преименују у Бошњаке, чиме је том старинском регионалном називу за становнике Босне дато ново национално значење. Ова одлука изазвала је бројне недоумице, како међу Муслиманима у Херцеговини, који се никада (чак ни у регионалном смислу) нису сматрали Бошњацима, тако и међу Муслиманима у Србији и Црној Гори, што је током наредних година довело до нових расправа и трајних подела. Усвајањем новог имена, међу Муслиманима је започео процес бошњакизације, који се из Босне и Херцеговине проширио и на подручја суседних држава.
Након политичких промена у Савезној Републици Југославији (2000), припадници муслиманског народа у Србији и Црној Гори су такође потпали под удар бошњачења. Успротививши се вештачком наметању етничког бошњаштва, председник Матице муслиманске у Црној Гори, др Авдул Курпејовић је 2014. године нагласио да се "великобошњачки националистички, исламски асимилаторски програм" темељи на Исламској декларацији Алије Изетбеговића. Упркос тенденцијама које се испољавају у виду бошњачења, односно превођења у бошњачки етнички корпус, део етничких Муслимана у Србији и Црној Гори задржао је своју народну посебност и своје традиционално име.

## Савремено стање
Према попису становништва из 2002. године, на подручју Србије је забележено 19.503 етничких Муслимана, од чега је 11.252 пописано на централним подручјима Србије, 3.634 на подручју АП Војводине, а 4.617 на подручју Града Београда. Резултати последњег пописа из 2011. године показује да се укупан број етничких Муслимана у Србији повећао, тако да је забележено укупно 22.301 (+14%) припадника муслиманског народа, од чега је 14.945 пописано на централним подручјима Србије, 3.360 у Војводини и 3.996 у Београду.
Према попису становништва из 2003. године, у Црној Гори је било 24.625 етничких Муслимана, док је према последњем попису из 2011. године у Црног Гори живело 20.537 (-17%) припадника муслиманског народа. Према службеним резултатима пописа становништва из 2013. године, у Босни и Херцеговини је живело 12.121 припадника муслиманског народа. Према резултатима пописа из 2011. године, на подручју Хрватске је живело 7.558 етничких Муслимана. Према пописима становништва 2002. године, у Словенији је живело 10.467 припадника муслиманског народа, док је у Северној Македонији живело 2.553 етничких Муслимана.

## Сродне заједнице
По вери и обичајима, Муслиманима су блиске четири заједнице које су за време постојања Југославије убрајане у исти корпус:
- Срби муслимани: По припадности исламској вери и заједничком пореклу, Срби муслимани су заједница која је етничким Муслиманима најближа по заједничким традицијама, обичајима и историјском наслеђу.
- Бошњаци: Поред Босне и Херцеговине, значајан број припадника бошњачке нације живи у Србији и Црној Гори, углавном у Рашкој области и Полимљу (југозападна Србија и североисточна Црна Гора). Највећим делом потичу од исламизованих Срба и исламизованих Хрвата са простора средњовековне Босне и Србије.
- Горанци: Највећим делом живе у Гори, најјужнијој области АП Косова и Метохије. Горанци су српског порекла, али су са време СФРЈ били принуђени да се изјашњавају као Муслимани. Данас се слободно изјашњавају као Горанци и као такви су признати на пописима становништва у Србији. Међутим, Горанци који су остали да живе у Гори имају много проблема са привременим властима самопроглашене "Републике Косово". На Горанце се врши велики притисак да прихвате бошњачки или албански као матерњи језик и углавном се третирају као Бошњаци, док се као Горанци могу изјашњавати само формално.[11]
- Торбеши: Етничке Муслимане у Македонији сматрају као посебну етничку групу Македонаца, која говори македонским језиком. Ови македонски муслимани су такође познати под именом Торбеши, мада се они у етничком смислу радије изјашњавају као Турци и Албанци (сам назив Торбеш сматрају увредљивим). Они су јужнословенског порекла, а исламску веру су примили током раздобља турске власти.